# A Beginner’s Guide to Endings
A Beginner’s Guide to Endings ist eine US-amerikanisch-kanadische Filmkomödie von Jonathan Sobol aus dem Jahr 2010.

## Handlung
Der spielsüchtige Duke White hat vor Selbstmord zu begehen. Er will sich an einem Baum erhängen, doch der Ast bricht. Verzweifelt geht er mit dem Ast unter dem Arm und dem Galgenstrick um den Hals zu den nahe gelegenen Niagarafällen. Dort stürzt er sich hinunter. Dukes Leiche wird nicht gefunden.
Duke hinterlässt fünf Söhne namens Edward Jr. mit Spitznamen Nuts, Cal, Jacob, Safti und Todd. Diese hat er von drei verschiedenen Frauen, weshalb seine Ehefrau Goldie ihn verlassen hat. Sein Bruder Pal verliest den Söhnen das Testament, in dem Duke jedem etwas Spezielles sowie allen gemeinsam das Haus vermacht. Allerdings kündigt der Verstorbene auch den baldigen Tod von Nuts, Cal und Jacob an.
Er hatte die drei Jugendlichen vor zehn Jahren zu einem Test des Medikaments Affekterol angemeldet, wofür er jeweils 2.000 kanadische Dollar bekam. Wenige Wochen vor seinem Tod erhielt er eine außergerichtliche Einigung des Medikamentenherstellers, welche jedem früheren Testteilnehmer 100.000 kanadische Dollar zusicherte. Es wurde festgestellt, dass jeder, der Affekterol eingenommen hat, in naher Zukunft an einem Herzleiden sterben wird. Duke kassierte das gesamte Geld selbst und verwettete alles.
Jeder der drei Söhne verarbeitet diese Nachricht auf seine Weise. Jacob, fast schon ein Spießer, stellt eine Liste zusammen mit Dingen, die er schon immer tun wollte. Zuerst kündigt er seinen Job, kauft sein Traumauto und unternimmt viele weitere verrückte Dinge. Nuts, der als Amateurboxer all seine Kämpfe nur gewann, weil sein Vater den jeweiligen Kampf gekauft hat, steigt wieder in den Ring. Cal, der Frauenheld, hat den verrückten Plan seine frühere Liebe Miranda zu heiraten. Miranda hat jedoch schon drei Ehen hinter sich, wobei alle Ehemänner keines natürlichen Todes gestorben sind.
Als Jacob in einer Tonne die Niagarafälle bezwingen will, kommt in letzter Sekunde seine Mutter Goldie hinzu und erzählt ihm, dass sie damals alle Tabletten gegen harmlose Pfefferminztabletten ausgetauscht hat und keine Gefahr besteht. Durch ein Missgeschick fällt die Tonne trotzdem ins Wasser. Derweil steht Cal mit Miranda an den Wasserfällen und will ihr gerade einen Heiratsantrag machen. In diesem Moment löst sich Dukes Leiche vom am Grunde verfangenen Seil, so dass sie aus den Fluten nach oben katapultiert wird. Für Cal ist das ein Zeichen und er verabschiedet sich von Miranda. Ein Tourist hat nach diesem Vorfall den Notarzt gerufen, der auf dem Weg zu den Wasserfällen durch einen Unfall einen Stromausfall im Boxring verursacht, so dass Nuts seinen übermächtigen Gegner im Dunkeln niederschlagen kann. Letztlich verfängt sich Jacobs Tonne in Dukes treibendem Galgenstrick, was ihm das Leben rettet. Somit hat Duke seinen Söhnen wenigstens mit seinem Tod helfen können.
Am Schluss sitzt die gesamte Familie harmonisch beisammen, so wie es der letzte reuigste Wunsch von Duke war, der zu Anfang und am Ende des Films begleitend aus dem Off spricht.

## Kritik
„[O]riginell, rasant und witzig. […] Schräger Filmspaß, der lediglich im episodischen Mittelteil etwas durchhängt, aber ansonsten beste Unterhaltung bietet.“

„Mit Sitcom-Sarkasmus angereicherte Loserkomödie, in der James’ Sohn Scott Caan (‚Ocean’s 11‘) ein Proletarier-Quintett anführt, das nach einer Hiobsbotschaft sein Leben regeln will. Die kanadische Rock’n'Roll-Variante von ‚Männerherzen‘ bietet die Großkaliber Harvey Keitel und J. K. Simmons in Nebenrollen auf und tragikomische Enthüllungen um die streitlustigen Brüder, die, da es kein später für sie gibt, wie Evel Knievel leben und Durchgeknalltes lehren wie: Die kleinsten Portionen der Eisdiele heißen Muschi.“